# 奶酒

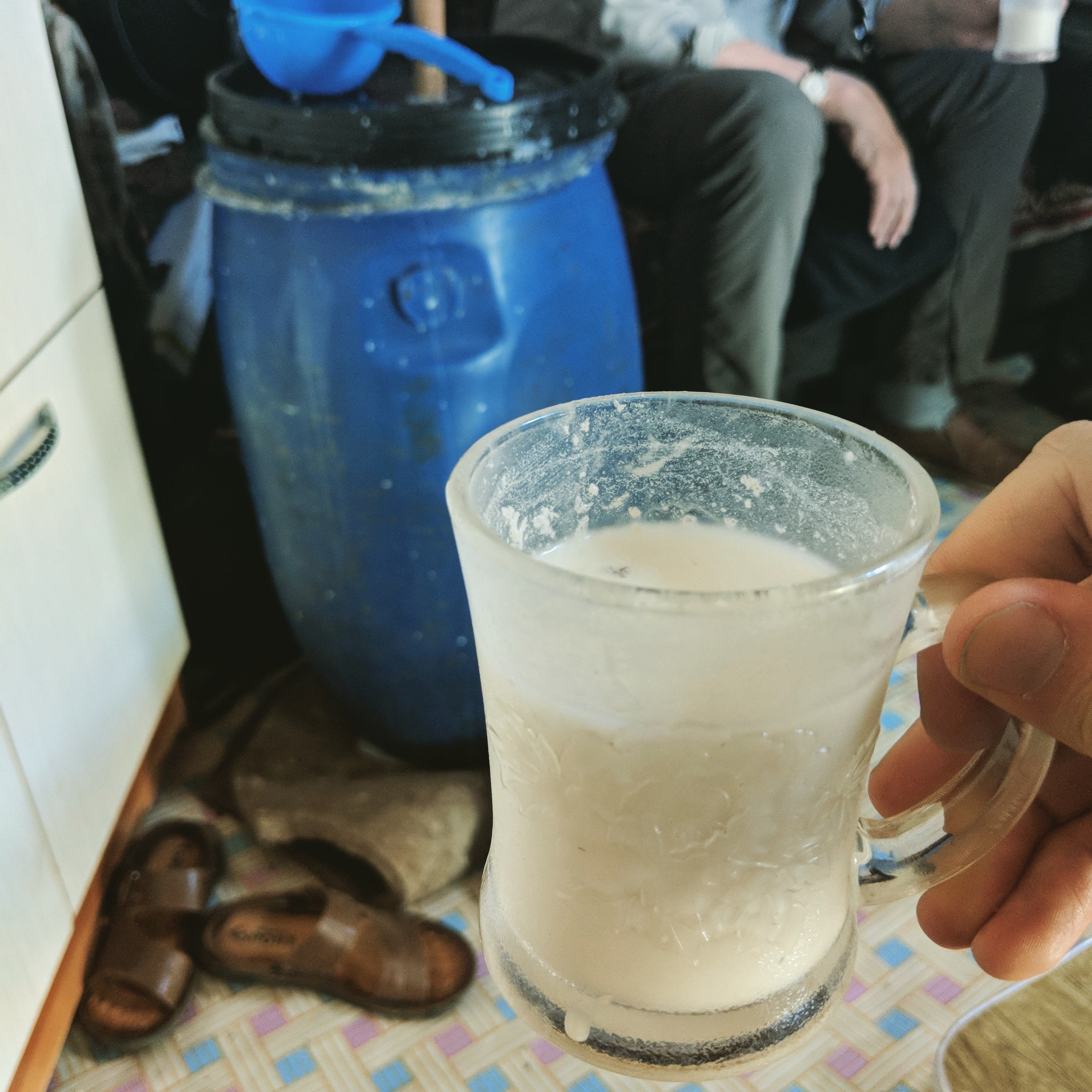
一杯馬奶酒

奶酒，是一種以動物乳品為釀酒原料製成的酒，有釀造酒及蒸餾酒等不同作法。著名的奶酒有馬奶酒、牛奶酒等。
中國關於奶酒的文字記載始見於宋、元兩代，傳說成吉思汗率蒙古大軍征戰歐亞，戰士們主要以奶酒解饑渴，祛風寒，成為隨身不離的寶物。當時的奶酒原料主要為馬奶，度數較低，味道腥苦，酒色混濁，不宜存放。
現代的奶酒與昔日的馬奶酒有天壤之別：首先在原料上採用了營養價值更高的牛奶；其次，在發酵原料引進了歐美的菌群，在釀造過程取得重大的技術改革，克服了使乳糖轉化為乙醇的關鍵釀造過程，使得現代的奶酒具有高檔白酒的品質，入口綿軟、甘甜，有著濃郁的牛奶清香。新型奶酒誕生無疑是對數千年的糧食釀酒工藝和釀酒文化的一場革命。

## 奶酒的釀造過程
取清晨新擠出來的鮮奶，首先經高溫滅菌，冷卻後進行奶油分離、蛋白提取後，加入乳酸菌和特殊的活性菌群，再放入貯存槽進行發酵。在此過程中活菌群經過一段時間的培育，再次發酵、蒸餾。此過程重複三個月後，再窖存一年。這樣100%由牛奶釀造而成的高品質的奶酒才算大功告成。

## 奶酒與糧食酒的區別
糧食白酒的釀造要經過發酵而產生酒麴，再經過反覆蒸餾，從而產生了清香、濃香、醬香、米香等依據原料而不同的各式風味。糧食白酒的酒清香純靜、口味醇和，因此，特別受到人們的喜愛。
源自蒙古草原的奶酒原料為純牛奶，它的釀造方法也是發酵和蒸餾。但由於原料的不同，因此奶酒在釀造過程中需加入不同的酒基來產生乙醇，這也是除了原料以外最大的差別。

## 奶酒品种
部分奶酒品种：
- 昂格丽玛
- 龙驹奶酒
- 蒙古狼奶酒
- 蒙原喜顺
- 牧马人奶酒
- 宁河源
- 乳香飘
- 萨林奶酒
- 一代天骄